# داریو سیلوا
داریو سیلوا (انگلیسی: Darío Silva؛ زادهٔ ۲ نوامبر ۱۹۷۲) یک بازیکن فوتبال اهل اروگوئه است.
وی همچنین در تیم ملی فوتبال اروگوئه بازی کرده‌است.